# Ōendan

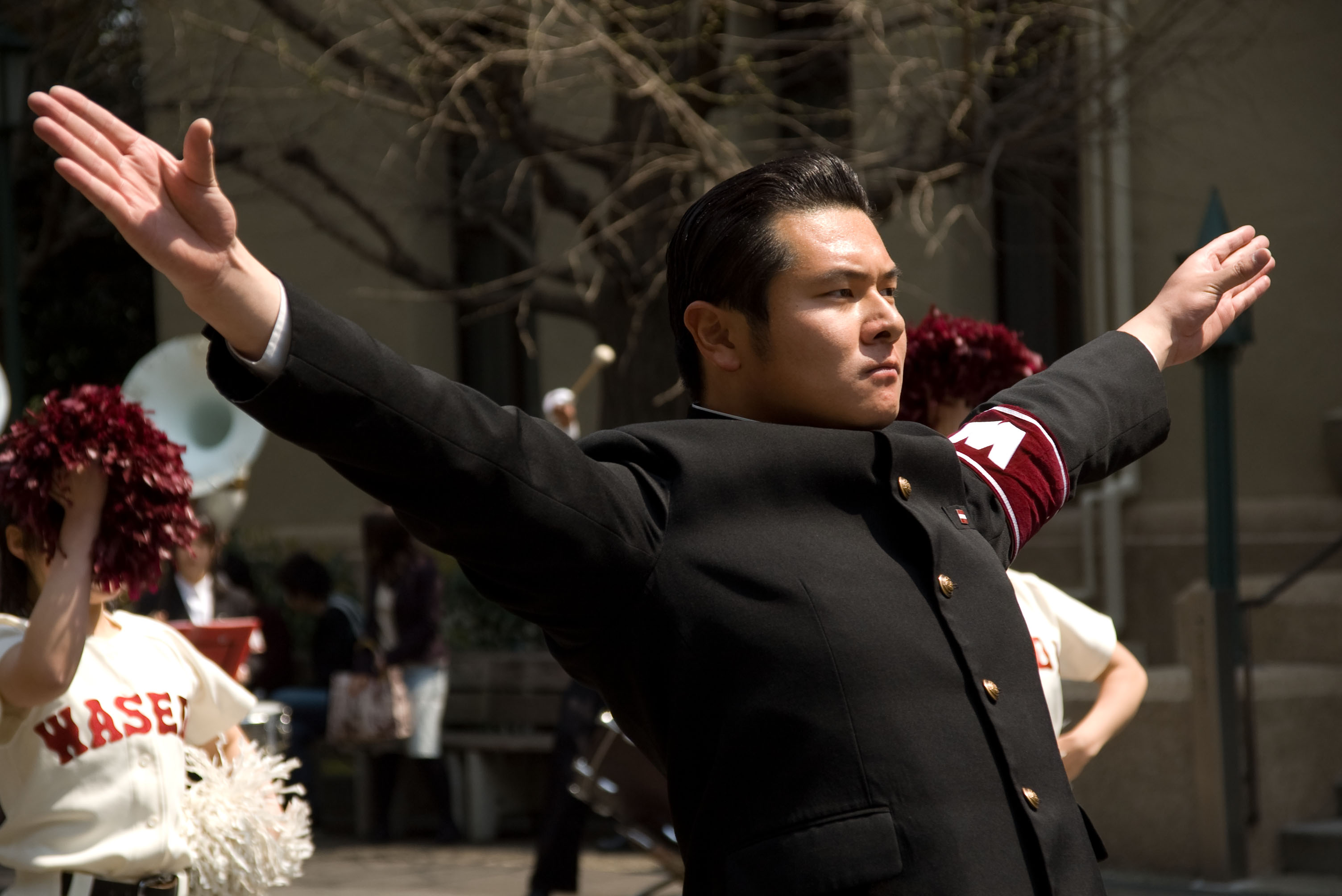
Membre d'une ōendan, devant des pom-pom girls.

Une ōendan (応援団) , littéralement « équipe d'encouragements » ou « section d'encouragements », est une équipe d'encouragement sportif japonaise similaire dans son objectif à une équipe de cheerleading aux États-Unis, mais elle s'appuie davantage sur la production de bruit avec des tambours taiko, des klaxons et d'autres objets. Elle agite des drapeaux et des banderoles et crie en utilisant des mégaphones en plastique pour soutenir son équipe mais n'effectue pas de mouvements acrobatiques (bien que certaines ōendan incorporent pom-pom girls). En plus d'encourager leurs propres équipes, les ōendan sont connues pour diriger les supporters dans des acclamations qui taquinent et narguent l'autre équipe et ses supporters. Cela se fait généralement dans un esprit de franche compétition, mais des bagarres éclatent parfois si les railleries sont trop fortes. Les petites ōendan sont parfois appelées ōenbu (応援部)  .

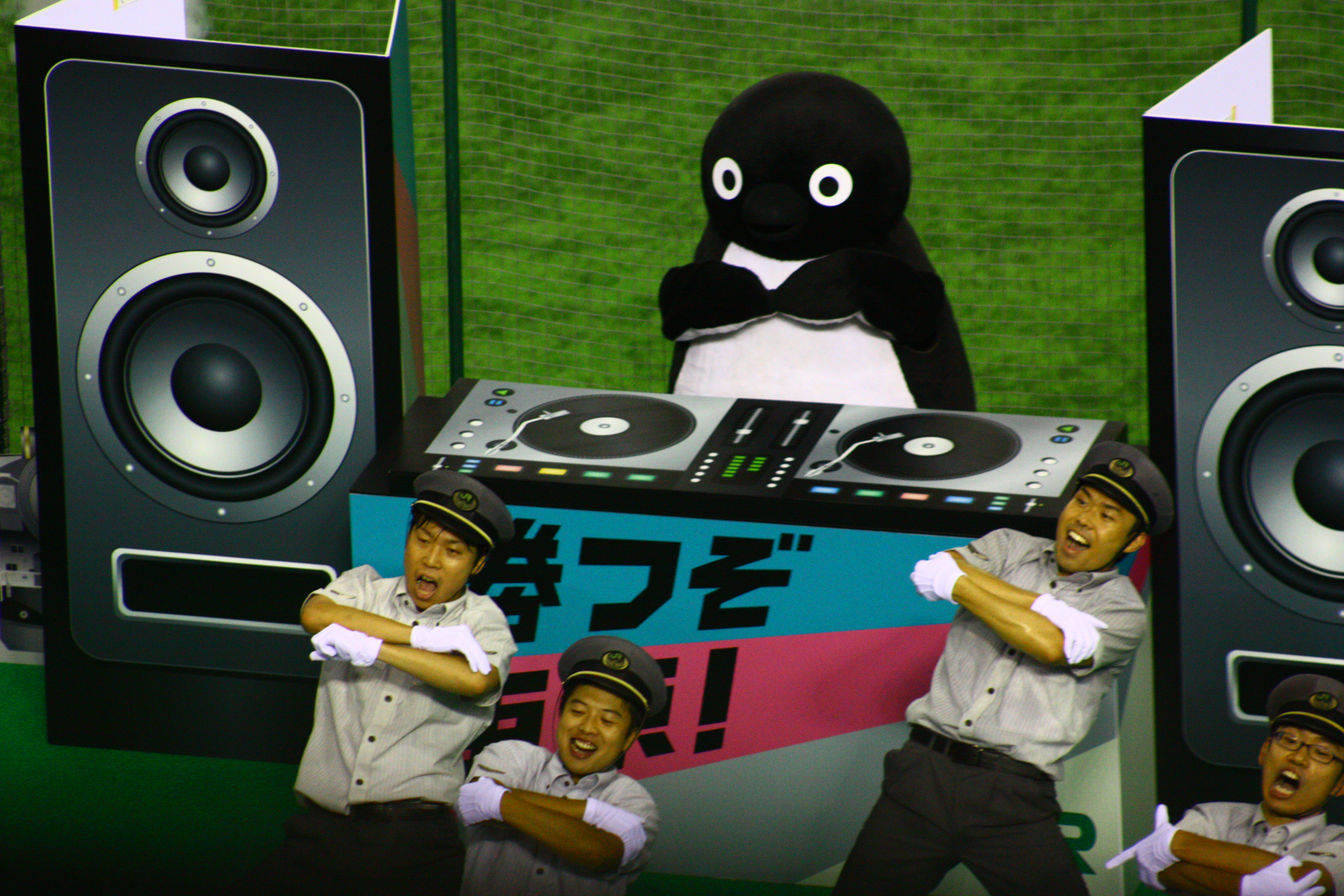
Chorégraphie d'une ōendan.

## Caractéristiques
Les ōendan ou ōenbu existent dans les lycées, les collèges et les universités, ainsi que dans des contextes non académiques tels que les clubs sportifs interentreprises, les clubs de fans de sports professionnels, etc. De nombreuses écoles organisent des compétitions lors de leurs journées sportives, et les étudiants passent souvent des semaines à perfectionner leurs présentations après avoir été répartis en équipes.
Les membres d'une ōendan s'habillent parfois de longs happi et portent des hachimaki ornés de logos d'équipe, de slogans ou des noms de leurs joueurs préférés.

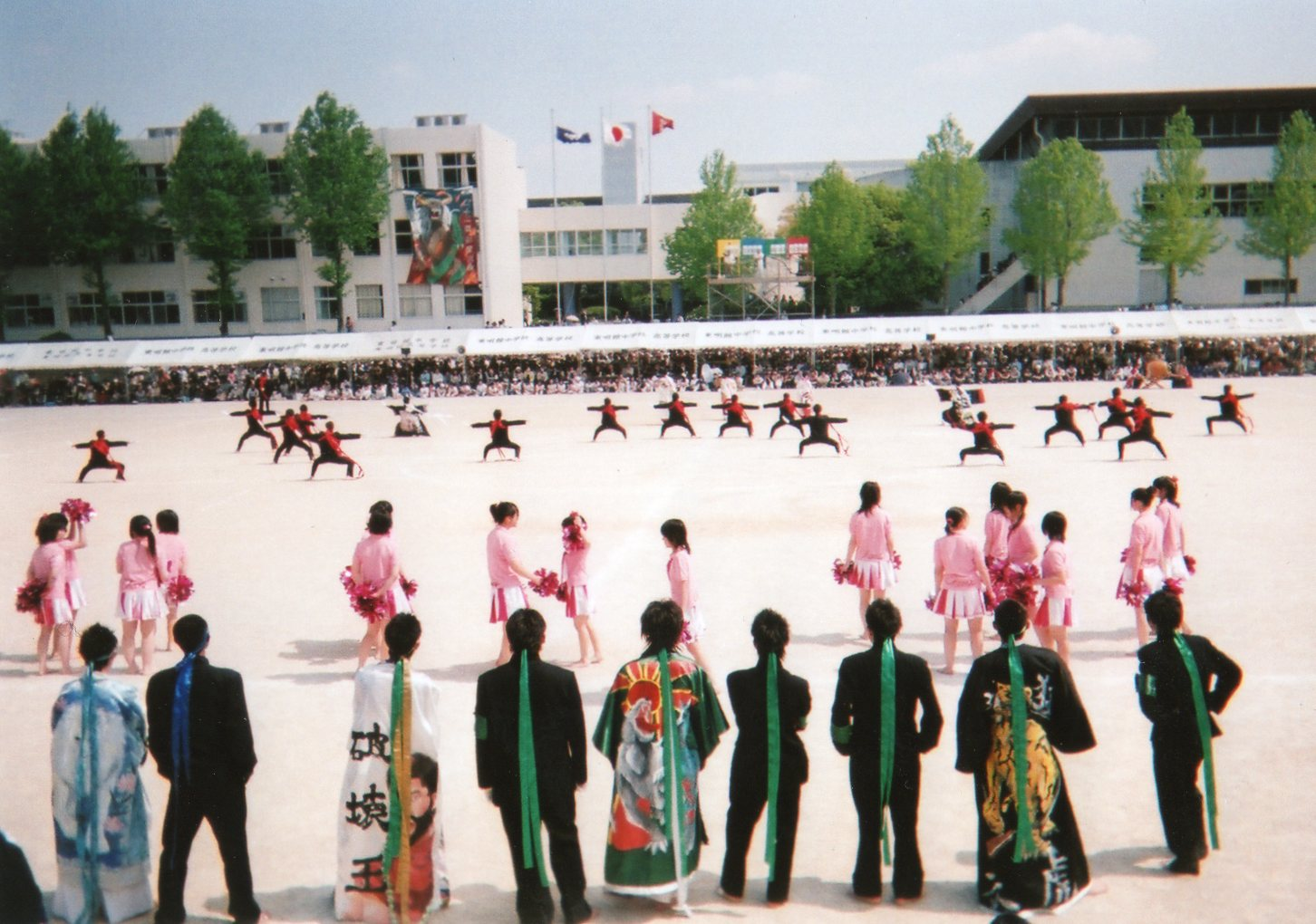
Membres d'une ōendan vêtus de happi pendant un undōkaï.

Avec les équipes de baseball professionnelles, les ōendan de chaque équipe lancent des acclamations originales pour pousser les fans à s'impliquer. Ces acclamations changent souvent en fonction de l’équipe adverse. À l'occasion, les fans eux-mêmes proposent une nouvelle acclamation, qui est ensuite adoptée par d'autres fans et par l'ōendan de leur équipe, mais, généralement, cela n'est pas bien vu.
Les ōendan restent dans les gradins et n'entrent pas sur le terrain.

## Voir également
- Hiatari ryōkō! , une série manga et anime dans laquelle l'un des personnages principaux est un membre de l'ōendan de son lycée.
- Osu! Tatakae! Ōendan, un jeu pour Nintendo DS dans lequel le joueur participe à une ōendan.
- Moero! Nekketsu Rhythm Damashii Osu! Tatakae! Ōendan 2, la suite d' Osu! Tatakaé ! Ouendan.
- Elite Beat Agents, un jeu Nintendo DS nord-américain basé sur Osu! Tatakaé ! Ouendan.
- Sakigake!! Otokojuku, une série manga et anime dans laquelle tous les personnages apprennent à participer à une ōendan.
- Encore!! , une série manga de Mitsurō Kubo : le héros Imamura essaye d'aider l'ōendan de son école.